# Julie Hoult
Julie Hoult (* 23. Januar 1970 in Bristol, England) ist eine britische Schauspielerin und Synchronsprecherin.

## Leben
Hoult wurde am 23. Januar 1970 in Bristol geboren. Sie absolvierte ihre Ausbildung zur professionellen Schauspielerin an der Guildford School of Acting. Von dort bekam sie ihre ersten Aufträge für BBC Eastenders/Silent Witness. Neben ihrer Tätigkeit als Bühnen- und Leinwanddarstellerin ist sie auch als Sängerin zu hören. Sie bezeichnet Yul Brynner als ihren Lieblingsschauspieler.
1994 wirkte Hoult in der Fernsehserie EastEnders mit. Nach fast zehn Jahren Abstand vom Fernsehschauspiel, war sie 2005 in einer Episode der Fernsehserie Afterlife zu sehen. 2010 hatte sie eine Besetzung in der Fernsehdokumentation 9/11 State of Emergency. 2011 spielte sie im Musikvideo zum Lied Dangerous des Sängers James Blunt mit. Im selben Jahr hatte sie außerdem unter anderen eine Nebenrolle in dem Film Blitz – Cop-Killer vs. Killer-Cop inne. 2014 verkörperte sie in zwei Episoden der Fernsehserie Silent Witness die Rolle der Carol. Eine größere Rolle hatte sie 2015 im Spielfilm Young Hunters: The Beast of Bevendean als Claire Aldrington. 2019 spielte sie im Science-Fiction-Film Invasion Planet Earth – Sie kommen! die Rolle der Harriet, eine zu einem kleinen Personenkreis gehörende Frau, die von Aliens entführt wird.

## Filmografie (Auswahl)
- 1994: EastEnders (Fernsehserie)
- 2005: Afterlife (Fernsehserie, Episode 1x01)
- 2010: 9/11 State of Emergency (Fernsehdokumentation)
- 2011: Peter
- 2011: The Target List (Kurzfilm)
- 2011: Blitz – Cop-Killer vs. Killer-Cop (Blitz)
- 2011: The Forewarning
- 2012: The Car (Kurzfilm)
- 2014: Silent Witness (Fernsehserie, 2 Episoden)
- 2015: Young Hunters: The Beast of Bevendean
- 2016: Hot Property
- 2016: Grindsploitation
- 2019: Bundy and the Green River Killer
- 2019: Invasion Planet Earth – Sie kommen! (Invasion Planet Earth)